# Bakhtadze Patera
La Bakhtadze Patera è una struttura geologica della superficie di Venere.